# Букеевский уезд
Букеевский уезд — административно-территориальная единица Уральской губернии Казакской АССР, существовавшая в 1925—1928 годах.
Букеевский уезд с центром в городе Урда был образован 18 мая 1925 года в связи с ликвидацией Букеевской губернии. В состав уезда вошли следующие волости:

| - Актюбинская - Ахмедовская - Бастауская - Батырбекская - Бекетаевская - Бескумская - Бостандыкская - Глиненская - Джаксыбаевская - Джаныбекская | - Джиек-Кумская - Джигерская - Джуматская - Калмыцкая - Камыш-Самарская - Куркубинская - Манашевская - Мендыхановская - Мынтюбинская - Нарынская | - Синеморская - Сламихинская - Таловская - Тауская - Торгунская - Турдыкуловская - Уш-Черкетовская - Чулановская |

Некоторое время Букеевский уезд носил название Наримановский уезд.
6 июня 1925 года из Уральского уезда в Букеевский была передана Чижинская волость.
3 сентября 1925 года Актюбинская, Мынтюбинская, Синеморская и Уш-Черкетовская волости были объединены в Котяевскую волость, которая вскоре была переименована в Денгизскую; Ахмедовская, Камыш-Самарская, Мендыхановская и Турдыкуловская — в Джангалинскую; Бастауская, Манашевская и Чулановская — в Сарытюбинскую (которая при этом была передана в Гурьевский уезд); Батырбекская, Бескумская, Джиек-Кумская, Калмыцкая и Торгунская — в Урдинскую; Бекетаевская, Куркубинская и Нарынская — в Азгирскую (Чапчачинскую). Бостандыкская, Джаксыбаевская и Джигерская волости были присоединены к Таловской; Джуматская и Тауская — к Джаныбекской.
17 января 1928 года Букеевский уезд был упразднён, а его территория передана в Уральский округ.